# Филинский (Вологодская область)
Филинский — починок в Никольском районе Вологодской области.
Входит в состав Нигинского сельского поселения, с точки зрения административно-территориального деления — в Нигинский сельсовет.
Расстояние по автодороге до районного центра Никольска — 28 км, до центра муниципального образования Нигино — 10 км. Ближайшие населённые пункты — Каменный, Марково, Горка-Кокуй.
По переписи 2002 года население — 108 человек (50 мужчин, 58 женщин). Всё население — русские.